# Bitwa pod Poguesa
Bitwa pod Poguesa – starcie zbrojne, które miało miejsce 4 października 1892 pomiędzy francuską kolumną a armią Dahomeju. Bitwa zakończyła się zwycięstwem Francuzów.
Po bitwie pod Dogba armia francuska przeszła do działań ofensywnych poszukując podzielonej na kilka grup armii Dahomeju. 4 października francuska kolumna została zaatakowana przez grupę wojowników dowodzoną przez samego króla Behanzina. Po kilku godzinach Dahomejczycy zostali odparci tracąc ok. 200 zabitych.
Bitwa otworzyła drogę francuskiej ekspedycji do marsz na stolicę Dahomeju - Abomey.